# سیارک ۵۶۹۵
سیارک ۵۶۹۵ (به انگلیسی: 5695 Remillieux، نامگذاری:4577P-L) پنج هزار و ششصد و نود و پنجمین سیارک کشف شده‌است که در ۲۴ سپتامبر ۱۹۶۰ کشف شد.
قدر مطلق سیارک برابر ۱۳٫۰۰ است.